# Pulsilogium

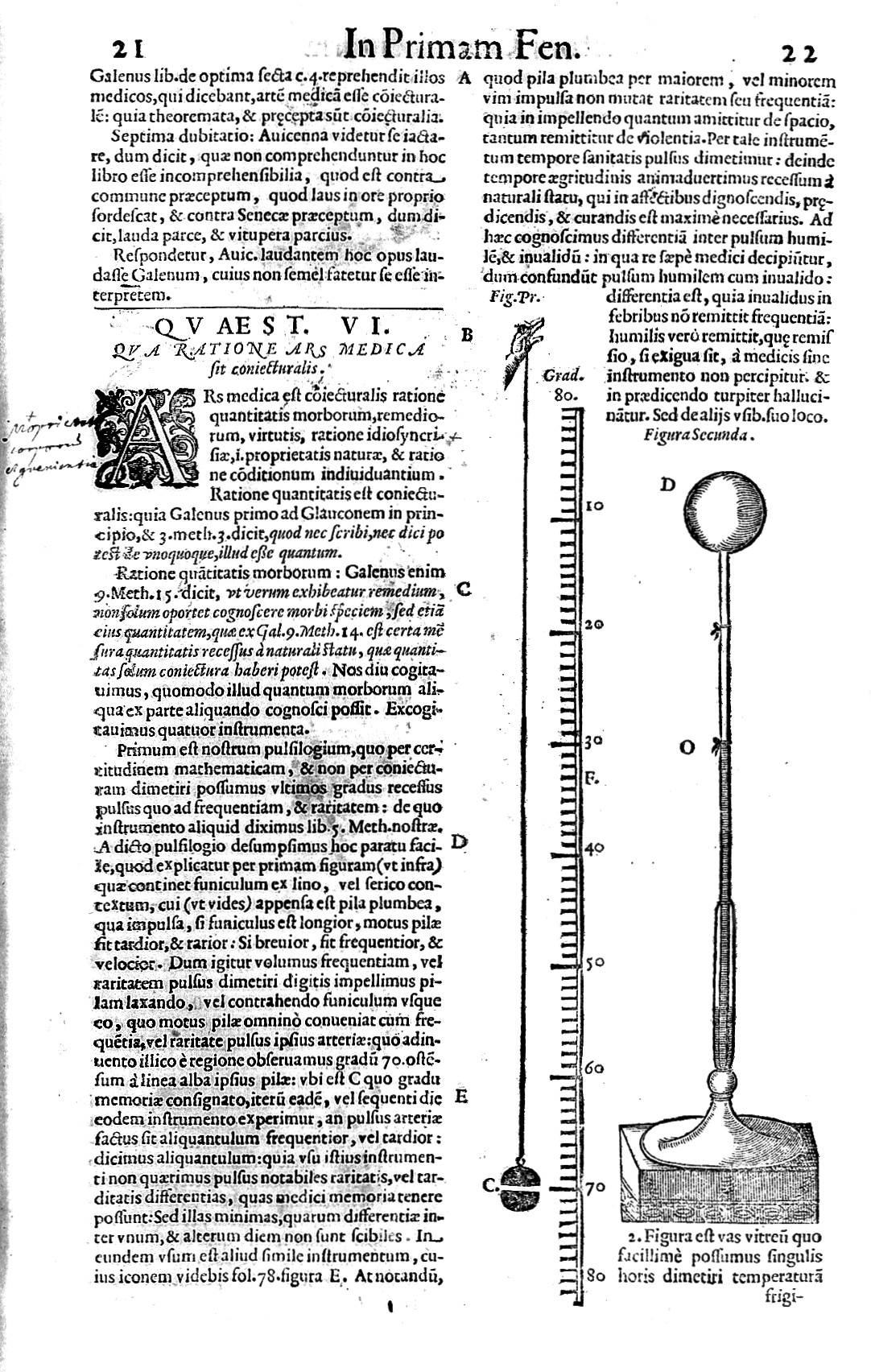
Pulsilogium

Het pulsilogium is een van de eerste medische instrumenten in de geschiedenis van de geneeskunde. 
Het pulsilogium werd gebruikt om de polsslag te meten. Sommige bronnen schrijven de uitvinding toe aan Sanctorius van Padua (1561-1636). 
Andere bronnen schrijven de uitvinding van het pulsilogium toe aan Galileo Galilei (1564 - 1642). 
Ten tijde van Galileo bestond er geen methode om de polsslag te meten. Men vermoedde in die tijd al wel dat de polsslag een indicatie was voor gezondheid of ziekte. Men kon toen de polsslag alleen maar beschrijven als snel, traag of normaal. Galileo vroeg zich echter af wat de betekenis was van 'snel', 'traag' of 'normaal'. Om hier betekenis aan te geven moest men in staat zijn om tijd te kunnen meten. De in die tijd reeds bestaande toren klokken, water klokken of zonnewijzers waren hiervoor niet geschikt. Galileo ontwierp daarop een eenvoudige machine gebaseerd op een pendulum. Hij hing een lood aan een touwtje. Het touwtje liet hij over een schaal lopen. Vervolgens liet hij het lood schommelen aan het touw. Met zijn vinger maakte hij het touw korter of langer totdat de pendelbeweging synchroon liep met de polsslag van de patiënt. De polsslag werd dan gemeten als de lengte van het touw, wat voor het eerst een objectief, meetbaar en herhaalbaar gegeven opleverde. In 1620 zou Santoria Santoria het instrument verfijnd hebben om onder andere de ademhalingsfrequentie te meten. Honderd jaar later zou de wetenschapper François Boissier de Sauvages de Lacroix het pulsilogium gebruiken om de hartfunctie te testen.